# Włodzimierz Smolarek
Włodzimierz Wojciech Smolarek, född 16 juli 1957 i Aleksandrów Łódzki, Łódź vojvodskap, död 7 mars 2012 i Aleksandrów Łódzki, var en polsk fotbollsspelare.
Han spelade 60 matcher i Polens herrlandslag i fotboll. Han deltog i VM 1982, där Polen tog brons, och i VM 1986. Smolarek spelade även i klubbar som Widzew Łódź, Legia Warszawa, Eintracht Frankfurt (Västtyskland), Feyenoord Rotterdam (Nederländerna) och FC Utrecht (Nederländerna).